# 近畿しんきんカード
株式会社近畿しんきんカード（きんきしんきんカード、KINKI　SHINKIN BANK CARD Co.,Ltd.）は、近畿2府4県･北陸3県の信用金庫の出資会社で、大阪府北区に本拠を置くクレジットカード会社である。

## 概要
1981年5月1日に近畿2府4県の信用金庫を母体としてVISAカードを発行する「株式会社近畿しんきんクレジットサービス」（近畿しんきんクレジットサービス）として設立される。1983年には北陸支社を解説し、事業エリアを近畿2府4県･北陸3県に拡充した。1989年にJCBブランドの取り扱う「株式会社しんきんジェーシービー」を設立し、JCBグループに加盟する。また、1990年よりMastercardブランドの取り扱いを開始した。2005年に「株式会社近畿しんきんクレジットサービス」と「株式会社しんきんジェーシービー」が合併し、「株式会社近畿しんきんカード」に社名を変更。
VJA加盟企業であると同時に、ジェーシービーのフランチャイジー。

## 沿革
- 1981年 - 株式会社近畿しんきんクレジットサービス設立。VJAに加盟し、近畿2府4県を事業エリアとしてVISAブランドの取扱開始。
- 1983年 - 近畿2府4県を事業エリアとし、事業エリアを近畿2府4県･北陸3県に拡充。
- 1984年 - 会員情報誌「はれ予報」創刊。
- 1987年 - 信用金庫のCD/ATM利用によるキャッシュサービスの取扱開始。
- 1989年 - 株式会社しんきんジェーシービー設立し、JCBグループに加盟するとともにJCBブランドの取り扱いを開始。
- 1990年 - Mastercardブランドの取扱開始。
- 2003年 - しんきんカードのシンボルマーク制定。
- 2005年 - 「株式会社近畿しんきんクレジットサービス」と「株式会社しんきんジェーシービー」が合併。「株式会社近畿しんきんカード」に社名変更。

## クレジットカード

### 近畿しんきんVISAカード

#### 個人カード
- 近畿しんきんVISAプラチナカード
- 近畿しんきんVISAゴールドカード
- 近畿しんきんVISA一般カード
- ロードサービスVISAゴールドカード - ロードサービスが付帯。
- ロードサービスVISA一般クラシックカード - ロードサービスが付帯。
- VISAセルカカード - 旅行保険が充実。
- VISAレディースカード - 主婦は無条件で申し込み可能。
- ネオステージ - 30歳未満向け。
- ネオステージプラス - 30歳を超えた後のネオステージ会員の更新カード。

#### 法人カード
- 近畿しんきんVISA法人プラチナカード
- 近畿しんきんVISA法人ゴールドカード
- 近畿しんきんVISA法人クラシックカード
- ロードサービスVISA法人ゴールドカード - ロードサービスが付帯。
- ロードサービスVISA法人一般カード - ロードサービスが付帯。

#### 追加カード
- 近畿しんきんETCカード
- 近畿しんきんカードWAON

### 近畿しんきんJCBカード

#### 個人カード
- 近畿しんきんJCBザ・クラスカード
- 近畿しんきんJCBプラチナカード
- 近畿しんきんJCBゴールドカード
- 近畿しんきんJCB一般カード
- 近畿しんきんJCB LINDAカード
- 近畿しんきんJCB GOLD EXTAGEカード - 若年層向けゴールドカード。
- 近畿しんきんJCB CARD EXTAGEカード - 若年層向け一般カード。

#### 法人カード
- 近畿しんきんJCB法人プラチナカード
- 近畿しんきんJCB法人ゴールドカード
- 近畿しんきんJCB法人一般カード

#### 追加カード
- ETCカード

### WEBサービス
近畿しんきんVISAカードでは、VJAが提供をするVpassに対応する。近畿しんきんJCBカードでは、JCBが提供するMyJCBに対応している。どちらのサービスもWEB明細に対応している。

## 加盟する信用情報機関
割賦販売法および貸金業法に基づきクレジットカードなどの信用審査を行う為に以下の信用情報機関に加盟する。
- 株式会社シー・アイ・シー(CIC)